# Rolling Like a Stone
Rolling Like a Stone är en svensk dokumentärfilm från 2005 i regi av Stefan Berg och Magnus Gertten.
Filmen utgår från en amatörfilminspelning gjord i juni 1965 då delar av The Rolling Stones bodde i en lägenhet i Malmö i samband med ett uppträdande på Baltiska hallen. Där umgicks de med bland andra medlemmar från de svenska popbanden Namelosers och Gonks. 40 år efteråt får vi möta några av de människor som förekommer i filmsnutten från festen.
Inspelningen gjordes med Nilla Dahl, Berg och Gertten som producenter och Berg som fotograf. Filmen premiärvisades den 8 oktober 2005 på filmfestivalen Popcorn, vilken ägde rum på Södra Teaterns scen Kägelbanan i Stockholm och den 11 oktober hade den biopremiär på KB i Malmö. Den visades av Sveriges Television 2006 och belönades samma år med pris för bästa musikdokumentär vid en festival i Washington, D.C.. 2008 fick klipparen Jesper Osmund pris för bästa klippning vid en festival i Makedoniens huvudstad Skopje.